# Comuna Velîki Lazî, Ujhorod
Velîki Lazî (în ucraineană Великі Лази) este o comună în raionul Ujhorod, regiunea Transcarpatia, Ucraina, formată din satele Țîhanivți și Velîki Lazî (reședința).

## Demografie
Componența lingvistică a comunei Velîki Lazî
     Ucraineană (98,32%)
     Rusă (1,09%)
     Alte limbi (0,54%)
Conform recensământului din 2001, majoritatea populației comunei Velîki Lazî era vorbitoare de ucraineană (98,32%), existând în minoritate și vorbitori de rusă (1,09%).